# Полиуретановые герметики

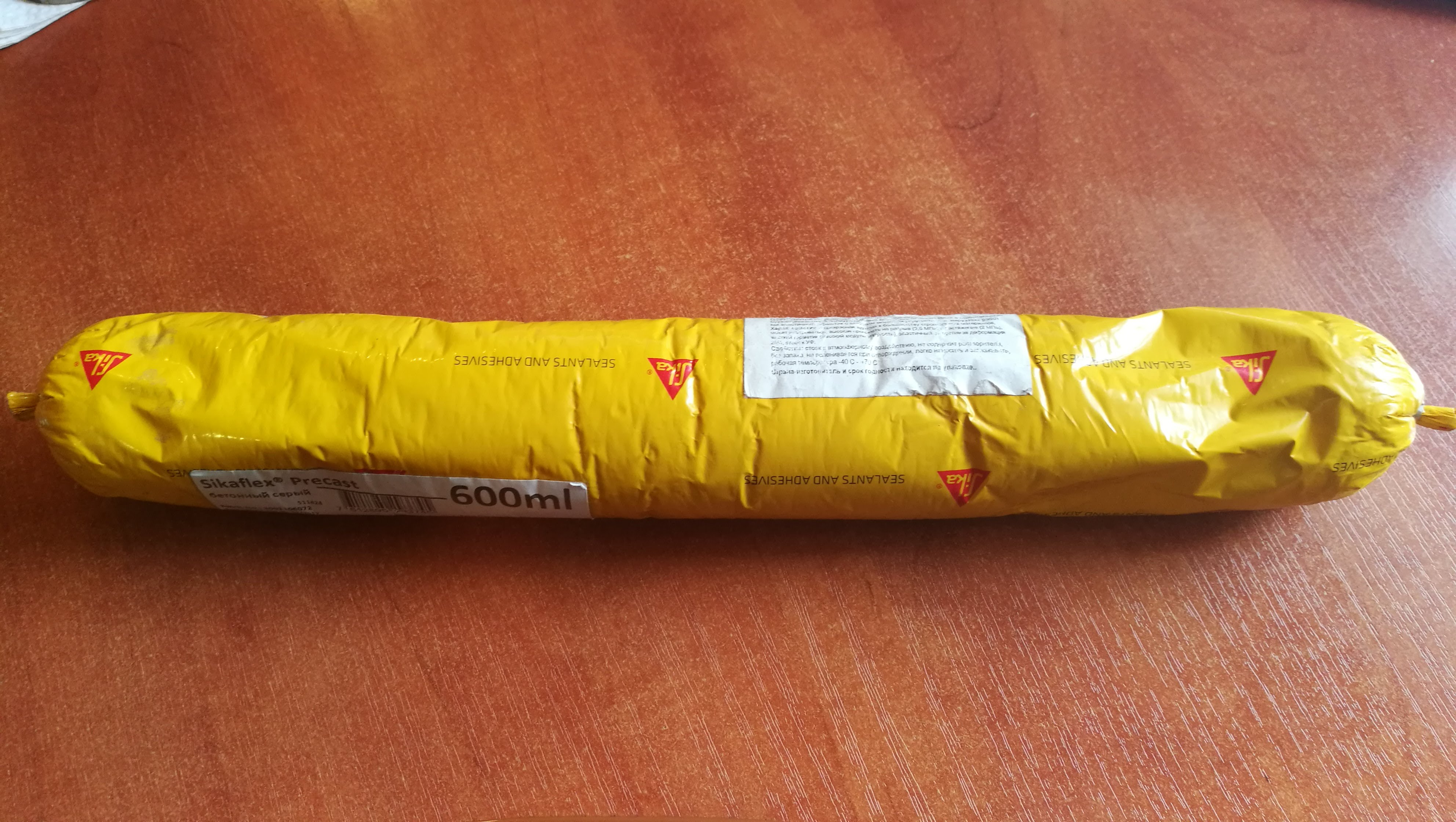
Полиуретановый герметик в тубе 600 мл.

Полиуретановый герметик — это вязкое полимерное вещество, которое производится на основе синтетического эластомера. Герметики на основе полиуретана и полимерных компонентов — это материалы нового поколения. Их использование позволяет существенно повысить качество и надежность гидроизоляции трещин, швов и наиболее уязвимых мест на кровле: примыканий, ендов, соединений отдельных листов или элементов покрытия и точек крепления кровельных материалов.

## История появления
В первой половине 20-го века возник вопрос — «Чем заменить природные материалы, такие как пробка и каучук?» Нужна была дешевая альтернатива, такой материал, при производстве которого использовались бы возобновляемые ресурсы. Первые опыты проводились в США — исследовали синтез полиамидов. Дальше американцев пошли немцы, синтезировав полиуретановые эластомеры взаимодействием диизоционатов и полиолов. В результате многочисленных проб и экспериментов были получены полиуретаны эластичные, полужесткие, жесткие и пенополиуретаны. В строительной индустрии наиболее массовое применение нашли эластичные однокомпонентные полиуретаны (они же герметики) и пенополиуретан. На европейском и американском рынках герметизации полиуретановые герметики занимают намного большую часть по сравнению с материалами на силиконовой и тиоколовой основе.

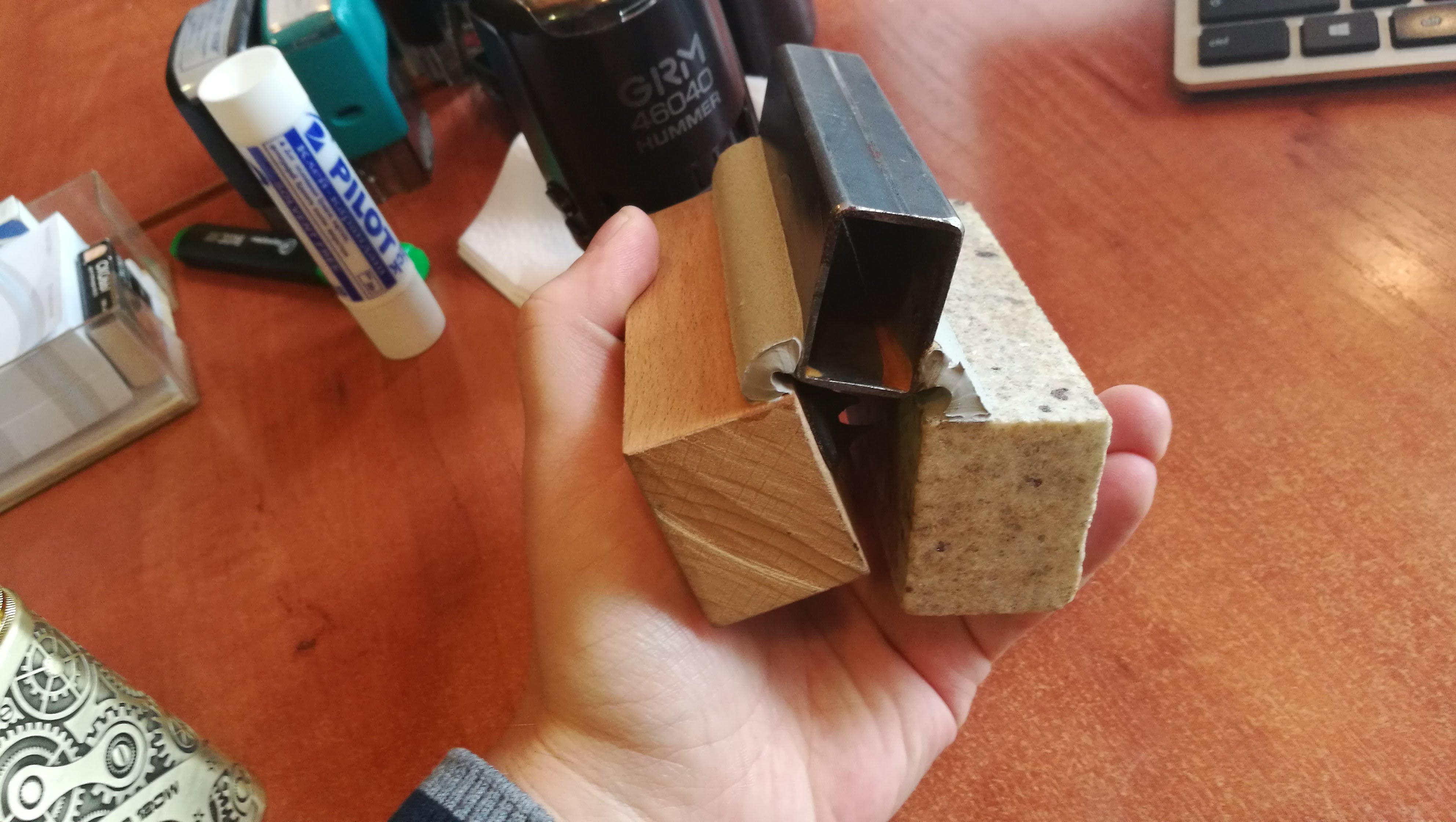
Демонстрация адгезии и эластичности полиуретанового герметика для швов.

## Преимущества
- Эластичность. Гибкость полимеризовавшегося материала позволяет использовать полиуретановые герметики для заделки стыков разнородных материалов, отличающихся структурой и коэффициентом теплового расширения. Эластичные швы остаются герметичными даже при довольно значительных взаимных смещениях соединенных элементов кровли.
- Надежность. Полиуретановые швы отличаются высокой прочностью. Они устойчивы к вибрациям и деформациям и могут выдержать большие нагрузки. Широкий температурный диапазон, в котором материал сохраняет свои характеристики, позволяет использовать изоляционные материалы на основе полиуретана при температуре от -55°С до +80°С.
- Химическая и биологическая стойкость. Полиуретановый клей-герметик – это материал, которому не страшны вода, микроорганизмы и слабоагрессивные вещества. Даже при постоянной эксплуатации в агрессивных средах он остается на 100% влаго- и газонепроницаемым.

## Свойства
- Эластичность до 1000 %.
- Прекрасная адгезия к таким материалам как бетон, кирпич, дерево, металл, стекло.
- Отличная самоадгезия.
- Водостойкость.
- Стойкость к ультрафиолету.
- Долговечность.
- Морозостойкость от -60°С до 80°С и возможность проведения работ при температуре до -10°С.
- Не стекает с вертикальных поверхностей при толщине до 1 см.
- Нулевая усадка при полимеризации.
- После полимеризации не выделяет никаких вредных веществ и может применяться в жилых помещениях.
- Полимеризуется под действием влажности воздуха.

## Недостатки
- Полиуретановые герметики не выдерживают постоянного воздействия высоких температур (выше 120°С).
- Не рекомендуется наносить на основания влажностью более 10 %. Адгезия к некоторым пластикам недостаточно высока для обеспечения надежного соединения. Для применения в условиях высокой влажности основания и повышения адгезии существуют специальные грунтовки.
- Сложный и дорогостоящий процесс утилизации полимеризованного материала.
- Низкая стойкость к маслам, бензинам и растворителям.

## Области использования
- Межпанельные швы — в промышленном и гражданском строительстве.
- Бетонные полы — заделка деформационных швов.
- Герметизация любых соединений на кровле — трубы, конёк, ендовы, парапеты, водосток.
- Структурное остекление, теплицы и зимние сады.
- Автопроизводство — вклейка стекол, герметизация швов в рефрижераторах и фургонах.
- Деревянное домостроение — стык между оцилиндрованными бревнами.
- Установка окон — для защиты монтажной пены от ультрафиолета.
- Производство стеклопакетов.
- Судостроение — стыки в палубном покрытии, соединение конструкций.
- Аэродромы и мосты — стыки между железобетонными плитами.

## Технология применения
Благодаря тому, что герметик однокомпонентный, не содержит растворителя, полимеризуется в течение 20-40 минут, он выпускается в фасовке 600 мл (тубы из фольги) и 310 мл (металлические картриджи). Для нанесения используется специальный строительный пистолет. Есть пистолеты:
- Механические (для выполнения небольшого объёма работ, частное применение).
- Пневматические (для выполнения средних и больших объёмов работ, профессиональное применение).
- Аккумуляторные.

Перед началом работ на пистолет накручивается насадка, конец которой срезается на нужный диаметр в зависимости от ширины шва. Для наиболее качественного шва рекомендуется наносить герметик с таким расчетом, чтобы ширина шва была примерно в 2 раза больше, чем глубина.